# Levon Aronian
Levon Aronian (em armênio: Լեւոն Արոնյան) (6 de outubro de 1982) é um Grande Mestre Internacional de xadrez armênio. De acordo com a lista da FIDE de agosto de 2017, é o quinto melhor jogador do mundo, com 2799 pontos, e o número um de seu país.

## Carreira
Seu talento começou a ser notado quando venceu o campeonato de xadrez para menores de 12 anos  em 1994, em Szeged. Em 2002 tornou-se campeão no Campeonato do Mundo de Xadrez Júnior, vencendo Luke McShane, Surya Ganguly, Artyom Timofeev, Bu Xiangzhi, Pentala Harikrishna e outros. Em 2002 logrou também sua única vitória no Campeonato Armênio de Xadrez. Em 2005 foi o campeão na primeira edição do Torneio Karabakh, em Stepanakert, no Azerbaijão, campeonato criado para homenagear Tigran Petrosian em seu 75º aniversário. Em dezembro do mesmo ano, venceu Ruslan Ponomariov da Ucrânia na final do Mundial em Khanty Mansiysk,  na Rússia. Em março de 2006, Aronian venceu o exclusivo Torneio Internacional Xadrez da Cidade de Linares.
Aronian foi um dos jogadores que contribuiu, junto a equipe armênia formada por Vladímir Akopian, Karen Asrian, Smbat Lputian, Gabriel Sargissian e Artashes Minasian, para a vitória e conquista da medalha de ouro nas Olimpíadas de Xadrez de 2006, em Turim. A China ficou com o segundo lugar e os Estados Unidos com a terceira colocação.
Em 2007, tornou-se campeão da Copa do Mundo de Xadrez. Em março de 2007, no Torneio de Linares, Aronian, ficou em 4.º lugar, com sete pontos em 14 partidas.